# 長いボート (ライフゲーム)
ライフゲームにおける長いボート（ながいボート、long boat）は、7セルの固定物体である。

## 生成
この形から1世代で生成する。

## グライダーとの衝突
グライダーと衝突する例を1つ挙げる。
これは、消滅する。